# 27A busz (Szombathely)
A szombathelyi 27A jelzésű autóbusz a Vasútállomás és a Parkerdő lakópark megállóhelyek között közlekedik. A vonalat a Blaguss Agora üzemelteti. A buszokra csak az első ajtón lehet felszállni.

## Története
2009-ig a Vasútállomás és a Múzeumfalu között közlekedett, majd más járatokkal együtt megszüntették.
A 2013-as közgyűlésen új tervet dolgoztak ki amelyben újraindulása a tervek között volt. Az ötletet elfogadták így 2013. szeptember 1-jén újraindult.
2022. augusztus 1-től napi öt 27-es járatpár útvonala meghosszabbításra került a Parkerdőig, ezzel egyidőben a 26-os járat megszűnt. A Parkerdő lakóparkig közlekedő járatok jelzése 27A-ra módosult.

## Közlekedése
Munkanapokon közlekedik. A 27-es járattal közösen a reggeli és a délutáni csúcsidőben 60 perces, a kettő között 120 perces követést biztosítva.

## Útvonala
| Parkerdő lakópark felé | Vasútállomás felé |
| --- | --- |
| Vasútállomás - Szelestey László utca - Vörösmarty Mihály utca - Szent Márton utca - Thököly Imre utca - Kiskar utca - Hollán Ernő utca - Sörház utca - Petőfi Sándor utca - Magyar László utca - Gagarin út - Bartók Béla körút - Kárpáti Kelemen utca - Homok utca - Parkerdő lakópark | Parkerdő lakópark - Homok utca - Kárpáti Kelemen utca - Bartók Béla körút - Gagarin út - Magyar László utca - Brutscher József utca - Sörház utca - Hollán Ernő utca - Kiskar utca - Thököly Imre utca - Szent Márton utca - Vörösmarty Mihály utca - Széll Kálmán utca - Vasútállomás |

## Megállói
Az átszállási lehetőségek között a Parkerdőig közlekedő 27-es busz nincsen feltüntetve.
| 0  | Vasútállomás                                                            | 12 | 1U, 2A, 2C, 3H, 5, 6, 6H, 7, 9, 10H, 12, 20A, 20C, 21, 21A, 22, 23, 25, 29A, 29C, 30Y | Szombathely Helyi autóbusz-állomás, Éhen Gyula tér |
| 2  | 56-osok tere (Vörösmarty utca) (↓) 56-osok tere (Széll Kálmán utca) (↑) | 11 | 1U, 2A, 2C, 3H, 5, 6, 6H, 7, 9, 10H, 12, 20A, 20C, 21, 21A, 22, 23, 25, 29A, 29C, 30Y | 56-osok tere, Vámhivatal, Földhivatal, Államkincstár, Gyermekotthon |
| 4  | Aluljáró (Szent Márton utca)                                            | ∫  | 5H, 6, 7, 10H, 12, 20C, 21, 30Y                                                       | Borostyánkő Áruház, Vásárcsarnok, Vízügyi Igazgatóság |
| ∫  | Aluljáró (Thököly utca)                                                 | 9  | 6, 9, 10H, 12, 20A, 21, 30Y                                                           | Történelmi Témapark, Szent Erzsébet Ferences templom, Kanizsai Dorottya Gimnázium |
| 6  | Városháza                                                               | 8  | 5H, 6, 7, 9, 10H, 12, 20A, 20C, 21, 30Y                                               | Városháza, Fő tér, Isis irodaház, Okmányiroda |
| 8  | Nyomda                                                                  | 6  | 1U, 4H, 5H, 7, 7H, 9, 10H, 23, 30Y                                                    | Nyomda, Óperint üzletház, Smidt Múzeum, Kiskar utcai rendelő, Sarlós Boldogasszony-székesegyház, Megyeháza, Püspöki Palota, Nyugat Magyarországi Egyetem D Épület, Levéltár                                                                          |
| 9  | Autóbusz-állomás (Sörház utca)                                          | 4  | 1U, 4H, 5, 5H, 7H, 9, 10H, 23, 30Y                                                    | Autóbusz-állomás, Ady Endre tér, Tűzoltóság, Régi börtön, Megyei Művelődési és Ifjúsági Központ, Kereskedelmi és Vendéglátói Szakközépiskola, Puskás Tivadar Szakképző Iskola, Járdányi Paulovics István Romkert, Weöres Sándor Színház, Kollégiumok |
| 11 | Vakok Intézete                                                          | 3  | 7H                                                                                    | Vakok Intézete, ELTE Savaria Egyetemi Központ, Mesevár Óvoda |
| 12 | Arany János utca                                                        | 2  | 7H                                                                                    | Garda Hotel, Ezredévi park, Szent István park |
| 13 | Árpád utca                                                              | 1  | 22                                                                                    | |
| 14 | Parkerdő lakópark                                                       | 0  |                                                                                       | |